# 澪標住吉神社
澪標住吉神社（みおつくしすみよしじんじゃ）は、大阪府大阪市此花区伝法に鎮座する神社。
伝法川跡の北岸（右岸）に鎮座する。伝法の集落は伝法川を境に北組と南組に分かれていたが、当社は北組の鎮守にあたる。

## 祭神
- 住吉大神
- 天照皇大神
- 八幡大神
- 神武天皇
- 神功皇后

## 歴史
社名は、浪速津の川口に建てられた澪標に因る。

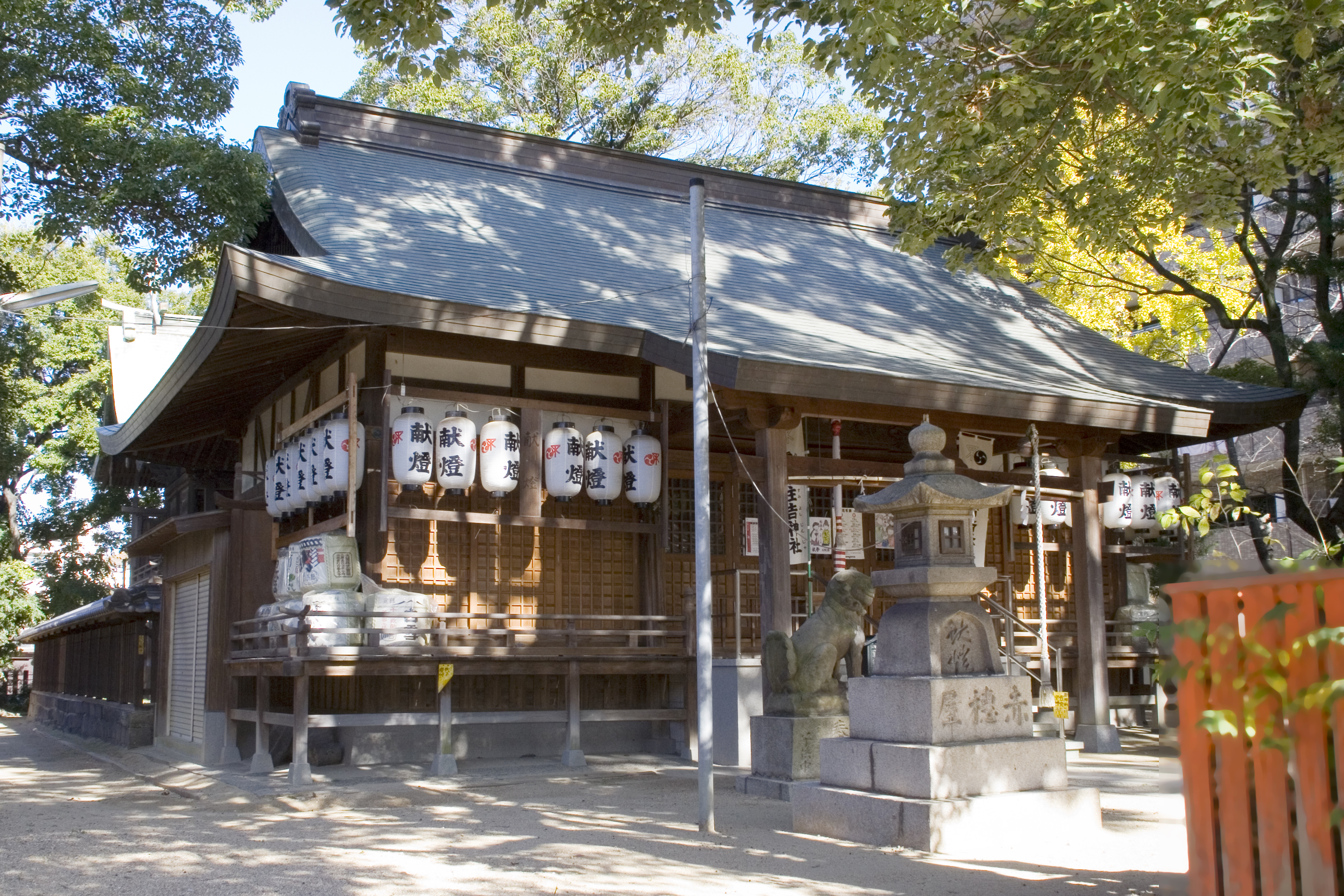
拝殿

浪華八十島の1つで、延暦23年（804年）遣唐使の一行がこの島の景勝に感じて、航海の安泰を祈願するために島の一角に住吉四柱神を奉祀。島民が祭壇跡に祠を建立して帰路の印に澪標を建てたという。
中世には京へは大物の浦より神崎川を遡行して寂れたが、豊臣秀吉の大坂城築城では伝法口として湾内随一の要津となり、また、水質にも恵まれ、灘五郷に先駆して酒造の本場となり、江戸時代には樽廻船で販路は江戸・東北・北海道に及び、航海の守護神として崇敬された。
- 明治5年（1872年）村社に列す。
- 明治42年（1909年）12月18日伝法5丁目の村社住吉神社（住吉四神）を合祀。
- 明治44年（1911年）神饌幣帛料供進社に指定される。

## 境内
- 十三社　船玉神・大國神・春日大神・大海神・釼大連守屋・大直日神・蛭子神・少名彦神・宇賀御魂・菅原道眞公・猿田彦神
- 事平社　事平大神
- 榎稲荷神社　榎大神・稻荷大神
- 大阪えびす社・光石社

## 周辺
- 鴉宮
- 旧鴻池本店
- 大阪市立伝法小学校
- 大阪市立此花中学校
- 正蓮寺川
- 淀川

## 交通アクセス
- 阪神なんば線伝法駅より、東に徒歩3分。